# Heinz Kinigadner
Heinz Kinigadner   (Uderns, 28 de gener de 1960) és un ex-pilot de motocròs austríac que va guanyar dos Campionats del Món en la categoria de 250cc amb la motocicleta austríaca KTM, la qual cosa li atorgà una aurèola gairebé d'heroi al seu país. El 2016 va ser nomenat FIM Legend.
Un cop retirat del motocròs, Kinigadner començà a competir en ral·lis africans com ara el Rally Dakar o el Ral·li dels Faraons (guanyant-ne alguns d'importants entre 1994 i 1996), a la vegada que ocupava el càrrec de director esportiu dins de KTM, empresa de la qual actualment en té una participació accionarial.
Després dels malaurats accidents soferts pel seu germà petit i el seu fill, que els deixaren paralítics, Kinigadner va endegar la fundació Wings for Life ("Ales per a la vida"), dedicada a la recerca de curació per a les lesions de columna vertebral.

## Palmarès al Campionat del Món de Motocròs
| Any          | Motocicleta  | 500cc | 250cc |
| ------------ | ------------ | ----- | ----- |
| 1980         | Puch         | -     | 37è   |
| 1981         | Puch         | -     | 5è    |
| 1982         | Yamaha       | -     | 9è    |
| 1983         | KTM          | -     | 11è   |
| 1984         | KTM          | -     | 1r    |
| 1985         | KTM          | -     | 1r    |
| 1986         | KTM          | 13è   | -     |
| 1987         | KTM          | 7è    | -     |
| 1988         | KTM          | -     | 26è   |
| Total títols | Total títols | 0     | 2     |